# Echinophora scabra
Echinophora scabra är en flockblommig växtart som beskrevs av Alexander Gilli. Echinophora scabra ingår i släktet Echinophora och familjen flockblommiga växter. Inga underarter finns listade i Catalogue of Life.